# Agino brdo
Le site archéologique d'Agino brdo (en serbe cyrillique : Археолошко налазиште Агино брдо ; en serbe latin : Arheološko nalazište Agino brdo) est situé sur le territoire de la ville de Belgrade, en Serbie, dans la municipalité de Grocka et sur le territoire de la ville de Grocka. Il remonte au Néolithique. En raison de son importance, il figure sur la liste des sites archéologiques protégés de la république de Serbie et sur la liste des biens culturels de la ville de Belgrade.

## Présentation
Le site archéologique d'Agino brdo est situé sur un haut plateau dominant la rive droite du Danube, dans les faubourgs de Grocka. Des fragments de céramiques et de maisons datant du Néolithique y ont été mis au jour, ainsi que des fragments de céramiques remontant à la période de La Tène et à l'époque romaine.
Les découvertes réalisées laissent supposer l'existence à cet endroit d'un grand village appartenant à la culture de Vinča (entre -7000 et -3000), relié aux villages retrouvés sur les sites de Belo brdo à Vinča, Čaršija à Ripanj, Mali drum à Popović et Usek à Banjica ; de ce fait, le site offre des renseignements intéressants pour l'étude de la période néolithique le long du Danube. Les tombes romaines et slaves retrouvées dans les couches supérieures du site, ainsi qu'une nécropole remontant aux grandes invasions de la fin de l'Antiquité, témoignent de la continuité de peuplement dans le secteur et donnent une importance supplémentaire à l'ensemble.